# Bladtjärnen (Sättna socken, Medelpad)
Bladtjärnen är en sjö i Sundsvalls kommun i Medelpad och ingår i Selångersåns huvudavrinningsområde. Sjön har en area på 0,0533 kvadratkilometer och ligger 234,1 meter över havet.

## Delavrinningsområde
Bladtjärnen ingår i det delavrinningsområde (693109-154815) som SMHI kallar för Utloppet av Bladtjärnen. Medelhöjden är 254 meter över havet och ytan är 0,82 kvadratkilometer. Det finns inga avrinningsområden uppströms utan avrinningsområdet är högsta punkten. Vattendraget som avvattnar avrinningsområdet har biflödesordning 2, vilket innebär att vattnet flödar genom totalt 2 vattendrag innan det når havet efter 44 kilometer. Avrinningsområdet består mestadels av skog (84 procent). Avrinningsområdet har 0,06 kvadratkilometer vattenytor vilket ger det en sjöprocent på 6,7 procent.